# Ron Delany
Ronald Michael Delany, detto Ron (Arklow, 6 marzo 1935), è un ex mezzofondista irlandese, campione olimpico dei 1500 metri piani ai Giochi di Melbourne 1956.

## Palmarès
| Anno | Manifestazione  | Sede      | Evento       | Risultato        | Prestazione | Note            |
| ---- | --------------- | --------- | ------------ | ---------------- | ----------- | --------------- |
| 1956 | Giochi olimpici | Melbourne | 1500 m piani | Oro              | 3'41"2      | Record olimpico |
| 1958 | Europei         | Stoccolma | 1500 m piani | Bronzo           | 3'42"3      |                 |
| 1960 | Giochi olimpici | Roma      | 800 m piani  | Quarti di finale | 1'51"1      |                 |
| 1961 | Universiadi     | Torino    | 800 m piani  | Oro              | 1'51"1      |                 |